# Wiener Premierenbesetzungen der Götterdämmerung

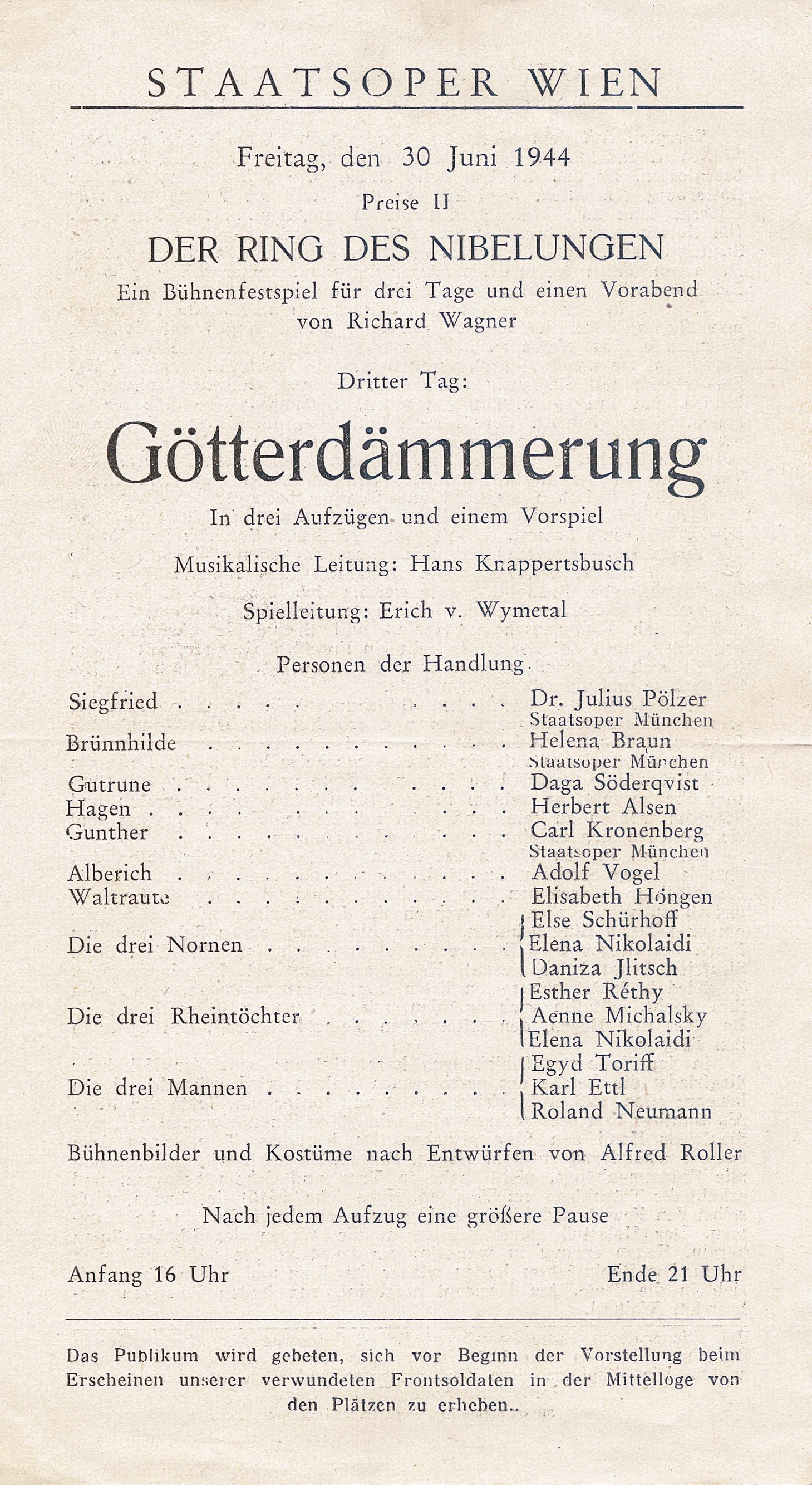
Letzte Vorstellung der Wiener Staatsoper vor dem Bombentreffer im Jahr 1945

Die Wiener Premierenbesetzungen der Götterdämmerung listen alle Mitwirkenden an den Neuinszenierungen von Richard Wagners Götterdämmerung auf, die seit der Wiener Erstaufführung im Jahr 1879 an der Wiener Staatsoper stattgefunden haben.

## Hintergrund
Obwohl die Wiener Staatsoper 1862/63 am Versuch der Uraufführung von Tristan und Isolde gescheitert war, finden In Wien alljährlich traditionell deutlich mehr Richard-Wagner-Aufführungen statt als in Berlin, Bayreuth, Dresden, Hamburg oder München. Das liegt einerseits am Interesse des Wiener Publikums, andererseits am Repertoiresystem der Staatsoper, welches es ermöglicht, alle zehn Hauptwerke des Komponisten ständig spielbereit zu halten.
Traditionell kommt es zu erheblichen Überschneidungen der Wiener und Bayreuther Besetzungen, da im Ensemble der Wiener Staatsoper eine Reihe von Sängern verpflichtet waren, die für Richard Wagners Erstaufführung des Ring des Nibelungen unerlässlich waren. Im 20. und 21. Jahrhundert erklären sich die Überschneidungen dadurch, dass sowohl die Bayreuther Festspiele, als auch die Wiener Staatsoper bemüht sind, die jeweils weltweit beste Besetzung zu verpflichten. Eine direkte Konkurrenz besteht nicht, da die Wiener Staatsoper während der Bayreuther Festspielzeit (im Juli und August) geschlossen ist.
Die letzte Aufführung der Wiener Staatsoper während des NS-Regime und vor ihrer Zerstörung durch einen Luftangriff war die Götterdämmerung am 30. Juni 1944. Es dirigierte Hans Knappertsbusch.

## Die Premierenbesetzungen
In der sechsten Spalte sind die Aufführungszahlen der jeweiligen Inszenierung angegeben. Für die Erstaufführung 1879 ist weder ein Regisseur, noch ein Spielleiter angegeben.
| Erstaufführung, 14. Februar 1879, Dirigent: Hans Richter, Ausstattung: Carlo Brioschi, Hermann Burghart, Johann Kautsky |                     |                                                           |                                                     |                                                             |     |
| Hans Rokitansky Louis von Bignio Johann Nepomuk Beck                                                                    | Ferdinand Jäger     | Amalie Materna-Friedrich Amalie Stahl Bertha von Dillner  |                                                     | Louise Kaulich-Lazarich Auguste Kraus Hermine von Siegstädt | 105 |
| Wilhelm von Wymetal, 21. November 1910, Dirigent: Felix von Weingartner, Ausstattung: Alfred Roller, Anton Brioschi     |                     |                                                           |                                                     |                                                             |     |
| Richard Mayr Friedrich Weidemann Alexander Haydter                                                                      | Erik Schmedes       | Anna Mildenburg Mme. Charles Cahier Marie Gutheil-Schoder | Hermine Kittel Bella Paalen Elise Elizza            | Hermine Kittel Jenny Pohlner Berta Kiurina-Leuer            | 67  |
| Lothar Wallerstein, 11. Oktober 1931, Dirigent: Clemens Krauss, Ausstattung: Alfred Roller, Robert Kautsky              |                     |                                                           |                                                     |                                                             |     |
| Josef von Manowarda Emil Schipper Hermann Wiedemann                                                                     | Josef Kalenberg     | Henny Trundt Rosette Anday Margit Angerer                 | Enid Szántho Rosette Anday Gertrude Rünger          | Enid Szántho Eva Hadrabová Marie Gerhart                    | 49  |
| Herbert von Karajan, 12. Juni 1960, Dirigent: Herbert von Karajan, Ausstattung: Emil Preetorius                         |                     |                                                           |                                                     |                                                             |     |
| Gottlob Frick Hermann Uhde Alois Pernerstorfer                                                                          | Wolfgang Windgassen | Birgit Nilsson Rita Gorr Gré Brouwenstijn                 | Ursula Boese Christa Ludwig Gerda Scheyrer          | Hilde Rössel-Majdan Margareta Sjöstedt Wilma Lipp           | 31  |
| Adolf Dresen, 17. Mai 1993, Dirigent: Christoph von Dohnányi, Ausstattung: Herbert Kapplmüller                          |                     |                                                           |                                                     |                                                             |     |
| Kurt Rydl Monte Pederson Oskar Hillebrandt                                                                              | Wolfgang Schmidt    | Hildegard Behrens Uta Priew Julia Faulkner                | Jadwiga Rappé Lioba Braun Carla Pohl                | Margareta Hintermeier Gabriele Sima Gabriele Fontana        | 26  |
| Sven-Eric Bechtolf, 8. Dezember 2008, Dirigent: Franz Welser-Möst, Ausstattung: Rolf Glittenberg, Marianne Glittenberg  |                     |                                                           |                                                     |                                                             |     |
| Eric Halfvarson Boaz Daniel Tomasz Konieczny                                                                            | Stephen Gould       | Eva Johansson Mihoko Fujimura Caroline Wenborne           | Zoryana Kushpler Elisabeth Kulman Caroline Wenborne | Juliette Mars Michaela Selinger Ileana Tonca                | 17  |